# David Vega Hernández
David Vega Hernández (* 23. června 1994 Telde) je španělský profesionální tenista. Ve své dosavadní kariéře na okruhu ATP Tour vyhrál pět deblových turnajů. Na challengerech ATP a okruhu ITF získal tři tituly ve dvouhře a třicet šest ve čtyřhře.
Na žebříčku ATP byl ve dvouhře nejvýše klasifikován v červenci 2014 na 403. místě a ve čtyřhře v únoru 2023 na 28. místě. Trénuje ho Toni Colom.

## Tenisová kariéra
Na okruhu ATP Tour debutoval antukovým Estoril Open 2015, na němž obdržel divokou kartu do kvalifikace. Přestože v její druhé fázi prohrál, do hlavní soutěže postoupil jako šťastný poražený. Po volném losu nestačil ve druhém kole na krajana Pabla Carreña Bustu ze sedmé světové desítky. K létu 2022 si další singlovou soutěž na túře ATP nezahrál. Debut v nejvyšší grandslamové kategorii zaznamenal v mužském deblu French Open 2019, v němž startoval s Australanem Alexem de Minaurem. V úvodním kole však nenašli recept na Francouze Grégoira Barrèreho a Quentina Halyse, kteří figurovali ve třetí stovce žebříčku. Jednalo se zároveň o jeho premiérový start ve čtyřhře okruhu ATP Tour. První deblové semifinále si zahrál o dva týdny později na travnatém Libéma Open 2019 v 's-Hertogenboschi. Po boku Minaura prohráli s britsko-americkým párem Dominic Inglot a Austin Krajicek.
První trofej si odvezl z antukového Croatia Open Umag 2021, do něhož zasáhl s Brazilcem Fernandem Rombolim. Ve finále zdolali hercegovsko-srbské turnajové jedničky Tomislava Brkiće s Nikolou Ćaćićem po dvousetovém průběhu. Ve čtvrtfinále přitom odvrátili čtyři mečboly a v semifinále další tři hrozby na vyřazení. Bodový zisk jej poprvé posunul do elitní světové stovky deblové klasifikace, když mu ve vydání z 26. června 2021 patřila 98. příčka. Druhý titul přidal na dubnovém Grand Prix Hassan II 2022 v Marrákeši, kde startoval s dalším brazilským deblistou Rafaelem Matosem. V závěrečném utkání porazili italsko-polskou dvojici Andrea Vavassori a Jan Zieliński. O čtrnácti dní později odešli oba poraženi z mnichovského finále BMW Open 2022, v němž nestačili na třetí nasazené Němce Kevina Krawietze a Andrease Miese. Ve čtyřhře French Open 2022 se s Matosem probojoval do čtvrtfinále, kde jejich cestu soutěží ukončili pozdější vítězové Salvadorec Marcelo Arévalo s Nizozemcem Jeanem-Julienem Rojerem.

## Finále na okruhu ATP Tour

### Čtyřhra: 7 (5–2)
| Legenda                   |
| ------------------------- |
| Grand Slam (0)            |
| Turnaj mistrů (0)         |
| ATP Tour Masters 1000 (0) |
| ATP Tour 500 (0–1)        |
| ATP Tour 250 (5–1)        |

| Stav      | č. | datum         | turnaj              | povrch    | spoluhráč        | soupeři ve finále               | výsledek               |
| --------- | -- | ------------- | ------------------- | --------- | ---------------- | ------------------------------- | ---------------------- |
| Vítěz     | 1. | červenec 2021 | Umag, Chorvatsko    | antuka    | Fernando Romboli | Tomislav Brkić Nikola Ćaćić     | 6–3, 7–5               |
| Vítěz     | 2. | duben 2022    | Marrákeš, Maroko    | antuka    | Rafael Matos     | Andrea Vavassori Jan Zieliński  | 6–1, 7–5               |
| Finalista | 1. | květen 2022   | Mnichov, Německo    | antuka    | Rafael Matos     | Kevin Krawietz Andreas Mies     | 6–4, 4–6, [7–10]       |
| Vítěz     | 3. | červen 2022   | Mallorca, Španělsko | tráva     | Rafael Matos     | Ariel Behar Gonzalo Escobar     | 7–67–5, 6–76–8, [10–1] |
| Vítěz     | 4. | červenec 2022 | Båstad, Švédsko     | antuka    | Rafael Matos     | Simone Bolelli Fabio Fognini    | 6–4, 3–6, [13–11]      |
| Vítěz     | 5. | říjen 2022    | Sofie, Bulharsko    | tvrdý (h) | Rafael Matos     | Fabian Fallert Oscar Otte       | 3–6, 7–5, [10–8]       |
| Finalista | 2. | říjen 2022    | Tokio, Japonsko     | tvrdý     | Rafael Matos     | Mackenzie McDonald Marcelo Melo | 4–6, 6–3, [4–10]       |

## Tituly na challengerech ATP a okruhu ITF
| Legenda                 |
| ----------------------- |
| Challengery (0 D; 12 Č) |
| ITF (3 D; 24 Č)         |

### Dvouhra (3 tituly)
| Č. | datum         | turnaj                             | povrch  | poražený finalista | výsledek           |
| -- | ------------- | ---------------------------------- | ------- | ------------------ | ------------------ |
| 1. | červenec 2013 | Denia, Španělsko                   | antuka  | Alexandr Rumjancev | 6–4, 6–3           |
| 2. | květen 2014   | Termas de Monfortinho, Portugalsko | koberec | Fabrice Martin     | 5–7, 7–6(7–2), 6–3 |
| 3. | srpen 2015    | Ourense, Španělsko                 | tvrdý   | Ricardo Ojeda Lara | 6–3, 4–6, 7–5      |

### Čtyřhra (36 titulů)
| Č.  | datum         | turnaj                           | povrch    | spoluhráč                   | poražení finalisté                           | výsledek                    |
| --- | ------------- | -------------------------------- | --------- | --------------------------- | -------------------------------------------- | --------------------------- |
| 1.  | květen 2013   | Monfortinho, Portugalsko         | koberec   | Adam Sanjurjo Hermida       | Gonçalo Falcão Vasco Mensurado               | 4–6, 6–2, [10–6]            |
| 2.  | červenec 2013 | Denia, Španělsko                 | antuka    | Juan Lizariturry            | Ricardo Ojeda Lara Oriol Roca Batalla        | 6–3, 0–6, [10–8]            |
| 3.  | listopad 2013 | Puerto de la Cruz, Španělsko     | koberec   | Juan-Samuel Arauzo-Martínez | Juan Sebastián Gómez Adam Sanjurjo Hermida   | 6–1, 2–6, [10–6]            |
| 4.  | březen 2014   | Santa Margherita di Pula, Itálie | antuka    | Roberto Carballés Baena     | Filippo Baldi Pietro Licciardi               | 6–4, 6–4                    |
| 5.  | duben 2014    | Santa Margherita di Pula, Itálie | antuka    | Jaume Pla Malfeito          | Matteo Fago Manuel Mazzella                  | 6–4, 2–6, [10–4]            |
| 6.  | červen 2014   | Martos, Španělsko                | tvrdý     | Iván Arenas-Gualda          | Erik Crepaldi Borja Rodríguez Manzano        | 7–6(7–3), 6–7(7–9), [10–8]  |
| 7.  | srpen 2015    | Ourense, Španělsko               | tvrdý     | Ricardo Villacorta-Alonso   | Marc Fornell Mestres Marco Neubau            | 3–6, 6–3, [10–4]            |
| 8.  | říjen 2015    | Porto, Portugalsko               | antuka    | Iván Arenas-Gualda          | Nuno Deus João Domingues                     | 6–3, 6–0                    |
| 9.  | březen 2016   | Hammámet, Tunisko                | antuka    | Eduard Esteve Lobato        | Alexandr Malyšev Maxim Malyšev               | 5–7, 7–5, [10–3]            |
| 10. | duben 2016    | Hammámet, Tunisko                | antuka    | Oriol Roca Batalla          | Dan Dowson Alexander Ward                    | 6–4, 6–2                    |
| 11. | květen 2016   | Lleida, Španělsko                | antuka    | Ramkumar Ramanathan         | Carlos Boluda-Purkiss Alex de Minaur         | 6–3, 6–1                    |
| 12. | červen 2016   | Huelva, Španělsko                | antuka    | Iván Arenas-Gualda          | Niels Desein Lamine Ouahab                   | 6–4, 6–2                    |
| 13. | září 2016     | Sevilla, Španělsko               | antuka    | Gerard Granollers Pujol     | Eduard Esteve Lobato Sergio Martos Gornés    | 6–2, 7–5                    |
| 14. | říjen 2016    | Melilla, Španělsko               | antuka    | Carlos Boluda-Purkiss       | Albert Alcaraz Ivorra Mario Vilella Martínez | 6–7(9–11), 7–6(7–5), [10–6] |
| 15. | listopad 2016 | Cuevas del Almanzora, Španělsko  | tvrdý     | Mario Vilella Martínez      | Jorge Hernando Ruano Pablo Vivero González   | 6–4, 7–6(7–5)               |
| 16. | únor 2017     | Murcia, Španělsko                | antuka    | Ivan Gachov                 | Pedro Martínez Oriol Roca Batalla            | 5–7, 6–3, [10–8]            |
| 17. | březen 2017   | Loulé, Portugalsko               | tvrdý     | Roberto Ortega Olmedo       | Carlos Gómez-Herrera Nikki Roenn             | 6–4, 7–5                    |
| 18. | květen 2017   | Bacău, Rumunsko                  | antuka    | Frederico Ferreira Silva    | Vasile Antonescu Patrick Grigoriu            | 7–5, 6–3                    |
| 19. | červenec 2017 | Bakio, Španělsko                 | tvrdý     | Roberto Ortega Olmedo       | Carlos Gómez-Herrera Juan Lizariturry        | 6–3, 6–2                    |
| 20. | červenec 2017 | Getxo, Španělsko                 | antuka    | Ivan Gachov                 | Carlos Gómez-Herrera Juan Lizariturry        | 3–6, 6–3, [10–6]            |
| 21. | září 2017     | Sevilla, Španělsko               | antuka    | Pedro Martínez              | Marc Giner Jaume Pla Malfeito                | 3–6, 6–4, [10–5]            |
| 22. | leden 2018    | Manacor, Španělsko               | antuka    | Lorenzo Giustino            | Pietro Rondoni Jacopo Stefanini              | 7–5, 7–5                    |
| 23. | březen 2018   | Loulé, Portugalsko               | tvrdý     | Roberto Ortega Olmedo       | Maximilian Neuchrist David Pichler           | 4–6, 6–4, [10–3]            |
| 1.  | červen 2018   | Blois, Francie                   | antuka    | Fabrício Neis               | Sie Čeng-pcheng Rameez Junaid                | 7–6(7–4), 6–1               |
| 2.  | červenec 2018 | Marburg, Německo                 | antuka    | Fabrício Neis               | Henri Laaksonen Luca Margaroli               | 4–6, 6–4, [10–8]            |
| 24. | červenec 2018 | Kassel, Německo                  | antuka    | João Souza                  | Orlando Luz Marcelo Zormann                  | 6–1, 6–4                    |
| 3.  | září 2018     | Biella, Itálie                   | antuka    | Fabrício Neis               | Rameez Junaid Purav Radža                    | 6–4, 6–4                    |
| 4.  | říjen 2018    | Barcelona, Španělsko             | antuka    | Marcelo Demoliner           | Rameez Junaid David Pel                      | 7–6(7–3), 6–3               |
| 5.  | červen 2019   | Poznaň, Polsko                   | antuka    | Andrea Vavassori            | Pedro Martínez Mark Vervoort                 | 6–4, 6–7(4–7), [10–6]       |
| 6.  | říjen 2019    | Barcelona, Španělsko             | antuka    | Simone Bolelli              | Sergio Martos Gornés Ramkumar Ramanathan     | 6–4, 7–5                    |
| 7.  | únor 2021     | Biella, Itálie                   | tvrdý (h) | Luis David Martinez         | Szymon Walków Jan Zieliński                  | 6–4, 3–6, [10–8]            |
| 8.  | září 2021     | Sevilla, Španělsko               | antuka    | Mark Vervoort               | Javier Barranco Cosano Sergio Martos Gornés  | 6–3, 6–7(7–9), [10–7]       |
| 9.  | říjen 2021    | Alicante, Španělsko              | tvrdý     | Denys Molčanov              | Romain Arneodo Matt Reid                     | 6–4, 6–2                    |
| 10. | leden 2022    | Quimper, Francie                 | tvrdý (h) | Albano Olivetti             | Sander Arends David Pel                      | 3–6, 6–4, [10–8]            |
| 11. | únor 2022     | Pau, Francie                     | tvrdý (h) | Albano Olivetti             | Karol Drzewiecki Kacper Żuk                  | bez boje                    |
| 12. | květen 2022   | Bordeaux, Francie                | antuka    | Rafael Matos                | Hugo Nys Jan Zieliński                       | 6–4, 6–0                    |